# Bombus skorikovi
Bombus skorikovi là một loài Hymenoptera trong họ Apidae. Loài này được Popov mô tả khoa học năm 1927.